# Писек
Писек (на чешки: Písek [ˈpiːsɛk]; на немски: Pisek) е град в Южночешки край на Чехия, разположен на река Отава (ляв приток на Вълтава). Административен център на едноименния окръг Писек.

## История
Археологическите разкопки показват останки от човешко селище в северния край на съвременния град, датиращо още от епохата на палеолита. През Средновековието, на това място се настаняват келти, което се доказва от откритите две погребални могили с келтски съкровища – предмети, изработени от злато; слитъци и сребърни украшения.
В края на 12 век на десния бряг на река Отава се издигат дървени селища, наричани и „пясъчни“. Първото споменаване на Писек е открито в Устава на крал Вацлав I от 1243 г., в който е споменато за планирането на строителство на кралски замък на скалистия бряг на реката.
През 1254 г., синът на Вацлав I – крал Пршемисъл Отакар II, основава град на мястото на тези селища. Градът дължи името си на крайбрежните пясъци, богати на цветни метали. През Средновековието именно те донасят известност на града – в тях тогава е открито и добивано злато.

## Административно деление
1. Внитржни место (Vnitřní město)
2. Будейовицке пршедмести (Budějovické předměstí)
3. Пражске пршедмести (Pražské předměstí)
4. Вацлавске пршедмести (Václavské předměstí)
5. Портич (Portyč)
6. Храдище (Hradiště)
7. Пуркратице (Purkratice)
8. Нови Двур (Nový Dvůr)
9. Смърковице (Smrkovice)
10. Семице (Semice)

## Демография
| Година    | 1970   | 1980   | 1991   | 2001   | 2003   |
| --------- | ------ | ------ | ------ | ------ | ------ |
| Население | 23 713 | 28 104 | 29 550 | 29 796 | 29 774 |

Виж: www.czso.cz

## Забележителности
- Църква
- Църквата на света Троица
- Църквата на светия кръст
- Писецкия замък
- Прахенски музей
- Марианската колона
- Каменния мост
- Писецка планина
- Путимска порта
- ВЕЦ в Писек

## Личности
- Отокар II – крал на Бохемия
- Йозеф Хохол – чешки архитект
- Йозеф Соукуп – чешки композитор, педагог, художник и публицист.

## Побратимени градове
Писек е побратимен град с:
- Царфили, Уелс, Великобритания
- Вецлар, Германия
- Лемвиг, Дания
- Смилтене, Латвия
- Велки Крътиш, Словакия